# تیه‌ری ارمس
تیری ارمس (به فرانسوی: Thierry Hermès) (زاده ۱۸۰۱ - درگذشته ۱۸۷۸) یک کارآفرین و بازرگان فرانسوی بود، که در سال ۱۸۳۷ شرکت مد و فشن ارمس را تأسیس نمود.